# Hans Pollnow
Hans Pollnow (* 7. März 1902 in Königsberg (Preußen); † 21. Oktober 1943 im KZ Mauthausen, Mauthausen, Österreich) war ein deutscher Psychiater. Zusammen mit Franz Kramer berichtete er 1932 in der vielbeachteten Untersuchung Über eine hyperkinetische Erkrankung im Kindesalter über ein später nach ihnen als Kramer-Pollnow-Syndrom benanntes Syndrom, das heute dem Formenkreis der Aufmerksamkeitsdefizit-/Hyperaktivitätsstörung zugerechnet wird.

## Leben
1920 legte Pollnow am Königsberger Friedrichs Kollegium das Abitur ab. Anschließend begann er Philosophie und Medizin zu studieren, zunächst in München, dann in Heidelberg. 1921 heiratete er Lucie Pollnow, geborene Ney. Zunächst beendete Pollnow sein Philosophiestudium an der Albertus-Universität Königsberg und promovierte 1925 mit seiner Dissertation zum Thema Beiträge zur Geschichte und Logik der Ausdrucksdeutung zum Dr. phil. 1926 bestand Pollnow das medizinische Staatsexamen, zog anschließend nach Berlin und widmete sich dem Medizinstudium. Sein praktisches Jahr absolvierte Pollnow an der II. Medizinischen Klinik der Charité unter Friedrich Kraus sowie an der I. Medizinischen Klinik unter Wilhelm His. Am 10. Dezember 1927 erhielt er seine Approbation und begann eine Tätigkeit als Volontär-Assistent an der Psychiatrischen und Nervenklinik. Nach Abschluss seiner neurologisch-psychiatrischen Fachausbildung und der medizinischen Promotion 1929 zum Thema Zur Psychotherapie des Asthma Bronchiale blieb Pollnow an der Bonhoeffer-Klinik.
Ab etwa April 1930 arbeitete Pollnow für ein Jahr als Stationsarzt der Kinderbeobachtungsstation, er betätigte sich intensiv auf dem Gebiet der Psychopathologie von Kindern und Jugendlichen. Diese Betätigung führte zu einem gemeinsamen Wissenschaftsprojekt über „hyperkinetische Zustandsbilder im Kindesalter“ mit Franz Kramer. Gemeinsam arbeiteten sie an der 1932 erschienenen Studie Über eine hyperkinetische Erkrankung im Kindesalter, die erstmals einen Symptomenkomplex mit Hyperaktivität, Unaufmerksamkeit und Störung der Impulskontrolle im Zentrum als eigenes Krankheitsbild bei Kindern abgrenzte. Später fand dieses als Kramer-Pollnow-Syndrom Eingang in die Psychiatrie und gilt heute als früher „Bezugspunkt für das wissenschaftliche Konzept der […] Aufmerksamkeitsdefizit-Hyperaktivitätsstörung (ADHS)“.
Aufgrund der politischen Verhältnisse wurde Pollnow, wie alle anderen jüdischen Angestellten der Charité, zum 31. März 1933 entlassen. Anfang Mai 1933 emigrierte Pollnow nach Frankreich. Pollnow kämpfte 1940 in der französischen Armee gegen den deutschen Einmarsch. Im Februar 1943 wurde er bei einem Freundschaftsbesuch in Pau verhaftet. Über verschiedene Internierungslager in Frankreich und Deutschland wurde er nach Mauthausen, Österreich, verbracht.
Pollnow wurde unter dem Namen Jean Pollnow mit der Häftlingsnummer 34.598 am 27. August 1943 im KZ Mauthausen interniert. Im Alter von 41 Jahren wurde er am 21. Oktober 1943 „auf der Flucht erschossen“.

## Veröffentlichungen
(Auswahl)
- Beiträge zur Geschichte und Logik der Ausdrucksdeutung. In: Jahrbuch der Philosophischen Fakultät Königsberg Preußen 1924/25. Königsberg 1926, S. 127–129.
- Zur Psychotherapie des Asthma bronchiale. Kritische Durchsicht der bisher publizierten Kasuistik. Springer, Berlin 1929.
- Mit Franz Kramer: Über eine hyperkinetische Erkrankung im Kindesalter. In: Monatsschrift für Psychiatrie und Neurologie, 82. Jg., Nr. 1–2, 1932, S. 1–40.
- Mit Franz Kramer: Symptomenbild und Verlauf einer hyperkinetischen Erkrankung im Kindesalter. In: Allgemeine Zeitschrift für Psychiatrie, 96. Jg., 1932, S. 214–216.